# Городоцьке
Городоцьке — селище в Україні, у Ружинській селищній територіальній громаді Бердичівського району Житомирської області. Чисельність населення становить 17 осіб (2001).

## Населення
Відповідно до результатів перепису населення СРСР, кількість населення станом на 12 січня 1989 року становила 28 осіб. Станом на 5 грудня 2001 року, відповідно до перепису населення України, кількість мешканців селища становила 17 осіб.

## Історія
Виникло у 1960-і роки як поселення відділку Топорівського бурякорадгоспу. Взяте на облік із присвоєнням сучасної назви 27 червня 1969 року з підпорядкуванням Городоцькій сільській раді Ружинського району Житомирської області. 28 грудня 1990 року, відповідно до рішення Житомирської обласної ради, селище передане до складу Зарудинецької сільської ради Ружинського району.
12 червня 2020 року, відповідно до розпорядження Кабінету Міністрів України № 711-р «Про визначення адміністративних центрів та затвердження територій територіальних громад Житомирської області», територію та населені пункти Зарудинецької сільської ради Ружинського району включено до складу Ружинської селищної територіальної громади Бердичівського району Житомирської області.